# Federazione dei vigili del fuoco volontari della Provincia autonoma di Trento

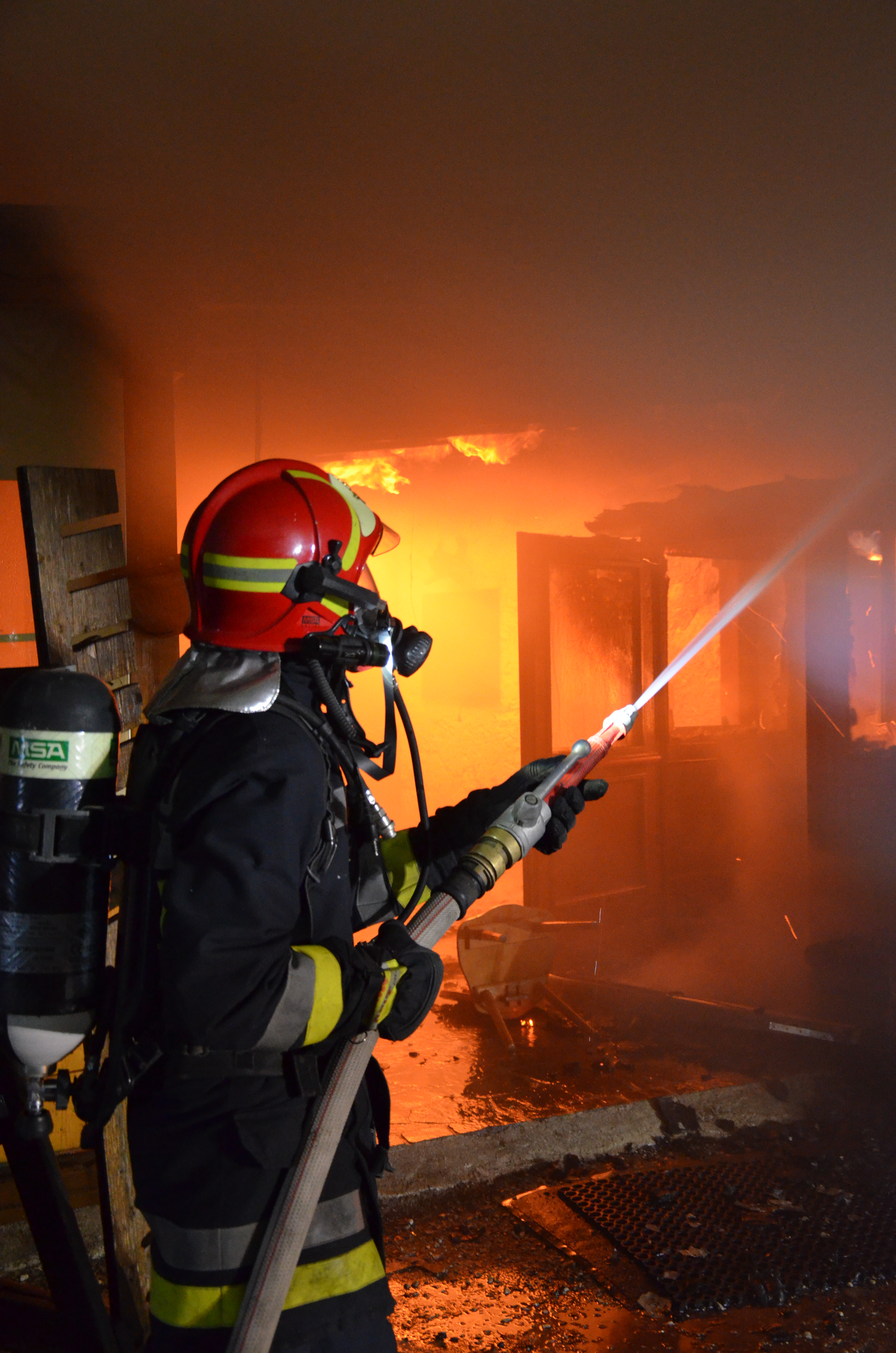
Un vigile del fuoco volontario del Corpo di San Martino di Castrozza nell'atto di spegnere un incendio

La Federazione dei Corpi Vigili del Fuoco Volontari della Provincia di Trento è l'organismo preposto alla tutela degli interessi e rappresentanza di tutti i corpi VVF volontari attivi nella Provincia autonoma di Trento.
I Corpi VVF volontari assieme al Corpo permanente dei vigili del fuoco di Trento provvedono al soccorso pubblico urgente in tutto il territorio della Provincia autonoma di Trento e sono inglobati nel Servizio antincendi provinciale.

## Storia
La tradizione Pompieristica Volontaria è da sempre molto radicata all'interno del territorio Trentino, che trova le sue radici al tempo dell'impero austriaco. Il 1° gennaio 1853 venne emesso dall'Imperial Regia Reggenza del Tirolo italiano il Regolamento contro gli incendi per i comuni del Circolo della Reggenza del Tirolo italiano, che fu il primo regolamento ufficiale atto ad inquadrare in maniera organica la lotta al fuoco, prevedendo che ogni comune si dotasse di un corpo di Vigili del Fuoco volontari adeguato alle dimensioni e alle caratteristiche del proprio territorio. Partendo dagli ultimi decenni del 1800 cominciarono a sorgere, in molti comuni della Provincia tirolese, numerosi corpi volontari attrezzati, come anche nella città di Trento, dove il Corpo civico dei pompieri  nacque nel 1863.
Fino al 1935 questo genere di corpi fu mantenuta a livello comunale, fino all'arrivo del fascismo, che con il Decreto legge 10 ottobre 1935, n. 2472 istituì l’Ispettorato Centrale Pompieri alle dipendenze del Ministero degli Interni.  Nacque così l'85º Corpo pompieri, formato dal Comando provinciale di Trento e dai Distaccamenti volontari nel resto della provincia. Nel 1941 questo nuovo corpo confluì nel Corpo nazionale dei vigili del fuoco, alle dipendenze del Ministero dell'interno.
Con il concludersi della seconda guerra mondiale e a seguito degli accordi De Gasperi-Gruber, il Trentino-Alto Adige divenne regione autonoma, con le due provincie autonome di Trento e Bolzano, e grazie alla podestà legislativa costituzionalmente affidata dallo statuto d'autonomia, la competenza in materia di Antincendi passò integralmente alla Regione. Il nuovo ordinamento del servizio antincendi venne fu approvato con la Legge 20 agosto 1954, n. 24 e il Corpo fu posto alle dipendenze e sotto il controllo della giunta provinciale, assieme al corpi permanente di Bolzano e ai corpi volontari nei comuni della Regione, andando quindi a disciogliere il precedente 85º Corpo pompieri.
Con la revisione dello Statuto di autonomia la Regione delegò le funzioni amministrative del servizio antincendi regionale alle due provincie autonome, istituendo così il servizio antincendi della Provincia autonoma di Trento, che nel 1990 venne incluso nel neocostituito Dipartimento della protezione civile provinciale.

## Descrizione e compiti
Nella Provincia autonoma di Trento il servizio antincendi è regolato dalla Legge Regionale 20 agosto 1954 e dalla Legge Regionale 2 settembre 1978, n. 17. È ordinato sulla base dell'art 63 della IV Convenzione di Ginevra del 12 agosto 1949, ratificata con la Legge 27 ottobre 1951, n. 1793 e comprende:
- i Corpi dei Vigili del Fuoco Volontari che operano nei Comuni della Provincia
- il Corpo permanente dei Vigili del Fuoco che opera nel Comune di Trento e su tutto il territorio Provinciale per gli interventi specialistici (peculiarità solo del corpo Permanente) e complessi.
- le Unioni distrettuali dei Corpi Vigili del Fuoco Volontari
- la Federazione dei Corpi Vigili del Fuoco Volontari della Provincia di Trento
- la Scuola provinciale antincendi
- le squadre aziendali antincendi

A capo di questa struttura, immediatamente al di sotto della Giunta provinciale e del Dipartimento della Protezione civile, vi è il Servizio antincendi. Il dirigente del Servizio antincendi è contestualmente anche il comandante del Corpo permanente dei  Vigili del Fuoco di Trento. Esso, nominato dalla giunta provinciale, cura in collaborazione con il Dipartimento di protezione civile provinciale e la Federazione dei Corpi Vigili del Fuoco Volontari della Provincia di Trento, l'andamento generale dei corpi dei Vigili del Fuoco volontari istituiti nei comuni della provincia svolgendo anche le funzioni amministrative che gli competono. Le principali competenze del dirigente nel servizio antincendi per quanto riguarda la componente volontaria dei Vigili del Fuoco si possono riassumere in: vigilanza generale su di essi, nullaosta sulla nomina dei comandanti e vicecomandanti nominati dai sindaci interessati, su designazione delle assemblee dei corpi dei Vigili del Fuoco volontari, verifica dei bilanci dei corpi dei Vigili del Fuoco volontari, rilascio e rinnovo delle patenti di servizio, deliberazione (tramite la cassa provincia antincendi) dei fondi per il rinnovo degli automezzi e delle attrezzature dei corpi dei Vigili del Fuoco volontari, assicurazioni del personale, degli automezzi e delle  attrezzature.
La Federazione provinciale è l’ente che rappresenta i Corpi dei Vigili del Fuoco volontari davanti alla Provincia anche se non abbia alcuna competenza nelle attività connesse con il soccorso pubblico rese dai Corpi dei Vigili del Fuoco volontari. La Federazione provinciale può collaborare con la Provincia per la verifica dell'organizzazione e del buon andamento dei Corpi dei Vigili del Fuoco volontari e delle Unioni, benché non abbia un potere di indirizzo, spettante al dirigente del Servizio antincendi a livello generale e dal Sindaco di riferimento a livello locale.
Nel caso specifico i compiti della Federazione provinciale sono:
- promuove i provvedimenti atti a consolidare la solidarietà ed a mantenere lo spirito di Corpo fra i Vigili del Fuoco, curandone le tradizioni
- presentare proposte circa la distribuzione dei mezzi destinati al servizio
- provvedere al riconoscimento di meriti particolari conseguiti da persone ed enti per il Servizio antincendi volontario
- provvedere al sostegno ed alla promozione delle attività sportive in funzione del perfezionamento delle tecniche d'intervento
- svolgere attività informativa per i Corpi dei Vigili del Fuoco volontari tramite proprie pubblicazioni
- curare ed organizzare la partecipazione propria e degli associati a manifestazioni di carattere provinciale, regionale, nazionale ed internazionale
- proporre alla Giunta provinciale le modifiche agli statuti e ai regolamenti di attuazione della Federazione provinciale, delle Unioni e dei Corpi dei Vigili del Fuoco volontari
- proporre alla Giunta provinciale le modifiche alla ripartizione ed estensione delle Unioni distrettuali e di altre entità organizzative territoriali inerenti al servizio
- povvedere all’effettuazione delle prove attitudinali curandone anche tutta la parte amministrativa, in conformità a quanto previsto, dall’articolo 4 dello Statuto della Federazione provinciale
- coordinare, per quanto di competenza, le operazioni di solidarietà nazionali e internazionali nel rispetto degli indirizzi emanati dalle autorità competenti.

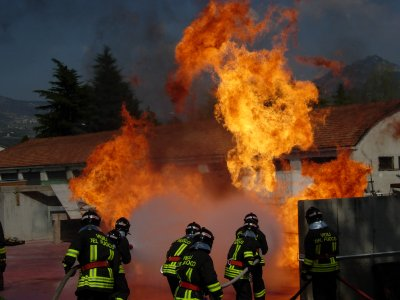
Vigili del fuoco Permanenti durante un addestramento presso il Campo Addestramento Protezione Civile di Marco di Rovereto

## Organizzazione

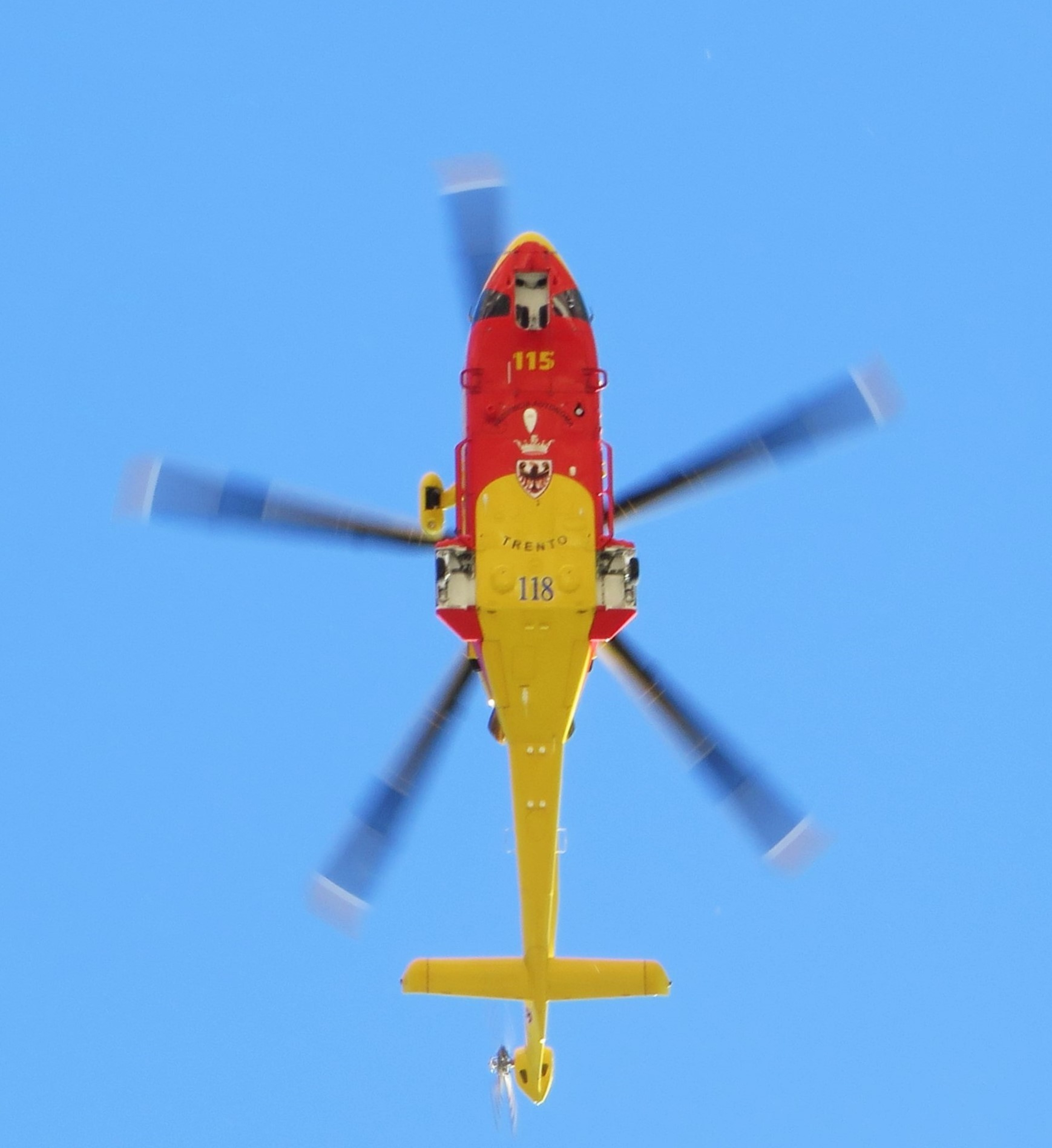
Agusta-Westland AW139 del Nucleo elicotteri durante un Sorvolo

I componenti essenziali del servizio antincendi della Provincia autonoma di Trento sono i Vigili del Fuoco volontari dislocati nei vari comuni della Provincia che, come previsto dall'ordinamento del Servizio antincendi, sono istituzioni di carattere solo comunale e che godono di un'ampia autonomia organizzativa, gestionale e finanziaria come componente operativa del Servizio antincendi della Provincia autonoma. I Corpi dei Vigili del Fuoco volontari svolgono principalmente come compito primario il soccorso pubblico e, per quanto di competenza della Provincia, la difesa civile, secondariamente possono svolgere la loro opera anche nel sistema di Protezione Civile. L'intero territorio della Provincia (a esclusione della città di Trento) è affidato interamente ai Corpi dei Vigili del Fuoco volontari, la parte specialistica è esclusiva del Corpo Permanente.
A livello amministrativo, i Corpi dei Vigili del Fuoco volontari comunali sono organizzati in 13 Unioni distrettuali, suddivise in base al territorio: Cles, Fassa, Fiemme, Primiero, Valsugana e Tesino, Pergine Valsugana, Vallagarina, Giudicarie, Valle di Sole, Alto Garda e Ledro, Mezzolombardo, Trento, Fondo.
Le Unioni distrettuali, anch’esse componenti del Servizio antincendi della Provincia autonoma, sono dirette dagli Ispettori distrettuali, i quali vengono direttamente nominati dal Presidente della Provincia autonoma su designazione dell’assemblea distrettuale dei Comandanti.
L’Ispettore distrettuale cura sia l'aspetto interventistico (comando e gestione interventi rilevanti) in affiancamento al Comandante competente per territorio, ed emana, in collaborazione con le altre componenti del Servizio antincendi e del Dipartimento di protezione civile provinciale, le direttive tecniche in favore dei Corpi dei Vigili del Fuoco volontari.
La Federazione provinciale, in ultimo, è l’ente competente alla tutela degli interessi e rappresentatività dei Corpi dei Vigili del Fuoco volontari.
Allo stato attuale, i Vigili del Fuoco volontari nella provincia di Trento sono articolati su 239 Corpi, disposti nei 217 Comuni trentini,  6401 Vigili del Fuoco volontari in servizio attivo e di complemento, 1230 Allievi Vigili del Fuoco con più di 28.315 Interventi annui e 586.973 ore dedicate alla comunità. La vasta estensione del sistema è progettata con l'obiettivo di minimizzare i tempi di intervento, anche garantendo un intervento entro 10 minuti dalla chiamata di emergenza al numero designato. Inoltre, si assicura la presenza di personale esperto nella configurazione morfologica e urbanistica dell'intero territorio provinciale. Nel caso in cui le emergenze raggiungano una gravità tale da impedire ai Vigili del Fuoco volontari locali di affrontarle efficacemente, il protocollo prevede una mobilitazione di rinforzi in modo graduale: inizialmente, vengono richiamati i corpi dei Vigili del Fuoco volontari dei distretti vicini e successivamente, solo nei casi più gravi, anche i corpi permanenti del capoluogo e dei poli industriali.
Il Corpo permanente fa parte del Servizio antincendi e protezione civile della Provincia autonoma di Trento, è parte della Direzione interregionale del Veneto - Trentino-Alto Adige ed è suddiviso in 3 uffici:
l'Ufficio prevenzione incendi, la Scuola provinciale antincendi e l'Ufficio operativo interventistico. A quest'ultimo fa capo tutta la sezione operativa compresa la centrale 115, il Nucleo sommozzatori, il Gruppo soccorsi speciali, il Nucleo NBCR, il Nucleo SAPR, il Nucleo U.S.A.R il laboratorio autorespiratori, il laboratorio radio ed altri laboratori.
Al Servizio antincendio e protezione civile fanno capo il nucleo elicotteri della provincia autonoma di Trento, la scuola provinciale antincendi, la quale come compito primario è incaricata della formazione tecnico/pratica di tutto il personale del Servizio antincendi (sia permanente che volontario), l'organo di gestione economica del servizio è la cassa provinciale antincendi formata da personale misto permanente/volontario la quale destina le risorse economiche che vengono assegnate dalla giunta provinciale ai corpi dei vigili del fuoco.

### I numeri delle varie unioni distrettuali
Il Servizio antincendio in Trentino, si basa su 13 unioni distrettuali, qui sotto indicate:
- Alto Garda e Ledro (12 corpi, 307 Vigili del Fuoco in servizio attivo)
- Valsugana e Tesino (22 corpi, 538 VV.F. in servizio attivo)
- Cles (18 corpi, 432 VV.F. in servizio attivo)
- Fassa (6 corpi, 172 VV.F. in servizio attivo)
- Fiemme (13 corpi, 327 VV.F. in servizio attivo)
- Fondo (21 corpi, 422 VV.F.in servizio attivo)
- Giudicarie (37 corpi, 794 VV.F. in servizio attivo)
- Mezzolombardo (16 corpi, 451 VV.F. in servizio attivo)
- Pergine valsugana (13 corpi, 406 VV.F. in servizio attivo)
- Primiero (6 corpi, 162 VV.F. in servizio attivo)
- Trento (41 corpi, 929 VV.F. in servizio attivo)
- Val di sole (14 corpi, 358 VV.F. in servizio attivo)
- Vallagarina (18 corpi, 519 VV.F. in servizio attivo)

Ciò porta a una dimensione complessiva di 6401 Vigili del Fuoco in servizio attivo, a cui si vanno ad aggiungere centinaia di allievi, Vigili del Fuoco di complemento e membri sostenitori.

## Equipaggiamento
Ogni corpo è equipaggiato per rispondere alle emergenze locali sia in ambito antincendio che in ambito tecnico. Sono poi presenti equipaggiamenti speciali, che consentono di intervenire in situazioni più complesse come nei laghi, in ambienti montani difficili da raggiungere oppure in ambienti urbani con vie particolarmente strette.
In generale, si possono identificare le seguenti tipologie di automezzi:

### Automezzi antincendio
Si hanno solitamente 3 tipologie di automezzi antincendio, classificati sulla base delle dimensioni e sulla portata d'acqua. L'automezzo principale è l'APS, presente nella grande maggioranza dei corpi presenti sul territorio, consente di trasportare una squadra di volontari (composta da 3 o 6 vigili), assieme ad una grande quantità d'acqua ed equipaggiamento. Si hanno poi delle minibotti (solitamente in corpi operanti su territorio con numerose vie strette o portici) di dimensioni più ridotte. Infine sono poi presenti veicoli con motopompa, i quali, pur non avendo un carico d'acqua, in condizioni eccezionali possono fungere da mezzi antincendio (pPurché sia presente una fonte di approvvigionamento come un idrante o un corso d'acqua nelle vicinanze).
Il corpo permanente, di stanza Trento, dispone di ulteriore equipaggiamento antincendio speciale, volto a fornire supporto in situazioni ove i mezzi indicati sopra non siano sufficienti.

### Automezzi AIB
Spesso per gli incendi boschivi sono utilizzati i veicoli indicati sopra. Sono però presenti anche attrezzature specifiche per l'AIB difatti, ogni corpo dispone di un modulo AIB da 200 o 500 litri. Sono poi presenti carrelli con attrezzature per il pescaggio e il trasporto dell'acqua (motopompe e idrovore). Infine, alcuni corpi dispongono poi di autobotti specifiche per l'AIB in ambiente montano.

### Veicoli per il trasporto del personale
Si tratta di veicoli che consentono al personale di raggiungere l'area dell'intervento. Sono solitamente privi di attrezzatura pesante e consentono di fornire una prima risposta in tempi più rapidi rispetto a quelli degli altri automezzi a disposizione. Sono di diverse tipologie, a seconda della morfologia del territorio e comprendono piccoli furgoni, fuoristrada, Pick-up o piccole autovetture. Solitamente in questi veicoli è presente un kit di primo soccorso con DAE per fornire una prima risposta di tipo sanitario.

### Poli-soccorso e veicoli per incidenti stradali
Non ogni corpo dispone di attrezzature idrauliche che consentano l'estricazione dai veicoli. Pertanto, alcuni corpi (circa uno su tre) dispone di attrezzature specifiche come pinze idrauliche, cesoie idrauliche o martinetti. Questi mezzi, in caso di necessità vengono attivati assieme al corpo competente territorialmente, il quale si occupa della parte di messa in sicurezza dell'area, stabilizzazione dei mezzi coinvolti e di primo soccorso sanitario.
Sono poi presenti una vasta gamma di veicoli poli-soccorso adibiti al soccorso tecnico e in grado di fronteggiare tutte le tipologie di interventi diversi dagli incendi.

### Veicoli per il soccorso acquatico
Sono presenti in quasi ogni corpo che si trovi ad operare anche su fiumi o laghi. Solitamente si limitano ad un gommone a motore, anche se in alcuni casi sono presenti delle piccole imbarcazioni (limitatamente ai corpi operanti a ridosso del lago di Garda).

### Automezzi di supporto
Sono solitamente presenti sul territorio di ogni unione distrettuale. Consentono di intervenire in supporto al corpo locale. I principali sono: Kilolitrica, autoscala, fotoelettrica, idrovora, gruppo elettrogeno, container puntellamenti, C.O.M. (Centrale operativa mobile), ecc.
E' importante ricordare però, come questa sia una classificazione molto generica degli automezzi a disposizione, in quanto spesso si hanno delle sorte di veicoli imbridi tra le categorie mostrate sopra.

## Dirigenti precedenti del Servizio antincendi della Provincia autonoma di Trento
| Nome e Cognome    | Data di nascita | Incarico di Dirigente |
| Fabio Berlanda    | 19 agosto 1956  | 1997 - 2006           |
| Silvio Zanetti    | 6 febbraio 1958 | 2006 - 2014           |
| Stefano De Vigili | 6 giugno 1958   | 2005 - 2014           |
| Ivo Erler         |                 | 2020 - 2022           |
| Ilenia Lazzeri    | 21 maggio 1975  | 2022 - ...            |